# Machias (Maine)
Machias és una població dels Estats Units a l'estat de Maine (EUA). Segons el cens del 2000 tenia 2.353 habitants.

## Demografia
Segons el cens del 2000, Machias tenia 2.353 habitants, 939 habitatges, i 503 famílies. La densitat de població era de 65,4 habitants/km².
Dels 939 habitatges en un 24,7% hi vivien nens de menys de 18 anys, en un 38,3% hi vivien parelles casades, en un 11,9% dones solteres, i en un 46,4% no eren unitats familiars. En el 37,6% dels habitatges hi vivien persones soles el 15,8% de les quals corresponia a persones de 65 anys o més que vivien soles. El nombre mitjà de persones vivint en cada habitatge era de 2,1 i el nombre mitjà de persones que vivien en cada família era de 2,75.
Per edats la població es repartia de la següent manera: un 18,9% tenia menys de 18 anys, un 20,4% entre 18 i 24, un 21,3% entre 25 i 44, un 20,9% de 45 a 60 i un 18,5% 65 anys o més.
L'edat mediana era de 36 anys. Per cada 100 dones de 18 o més anys hi havia 81,9 homes.
La renda mediana per habitatge era de 24.318 $ i la renda mediana per família de 36.705 $. Els homes tenien una renda mediana de 29.107 $ mentre que les dones 21.538 $. La renda per capita de la població era de 13.902 $. Entorn del 15,6% de les famílies i el 23,5% de la població estaven per davall del llindar de pobresa.